# Banko

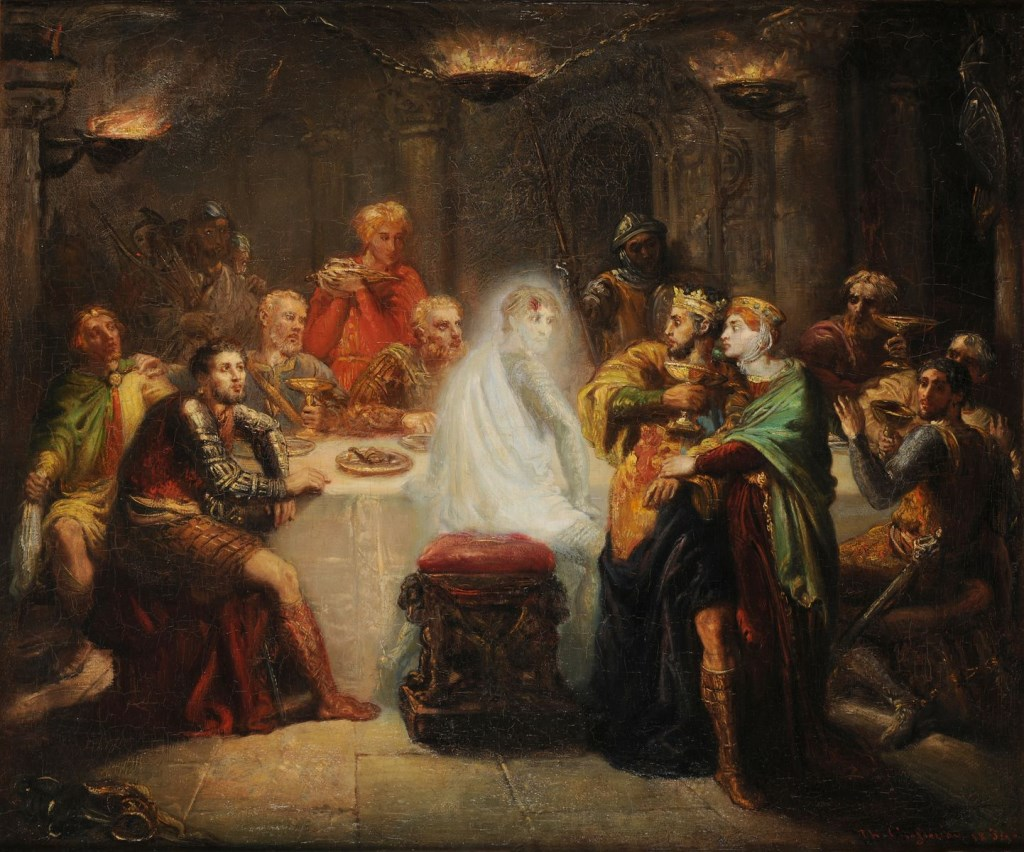
Théodore Chassériau, Duch Banqua

Banko (oryg. Banquo) – fikcyjna postać z dramatu Makbet autorstwa Williama Shakespeare’a.

## Banko w sztuce
Na początku sztuki Banko walczy ramię w ramię z Makbetem, po stronie Duncana. Towarzyszy mu także podczas spotkania z wiedźmami. Te przepowiadają Bankowi, że mimo tego, że sam nie zasiądzie na tronie, da początek królewskiemu rodowi. Ze względu na to Makbet postanowił zabić go wraz z jego synem, Fleance. Temu jednak udało się uciec, sam Banko zaś powraca jako duch w akcie trzecim, scenie czwartej.

## Potencjalny pierwowzór
O ile Makbet prawie na pewno miał swój pierwowzór w świecie rzeczywistym (który zresztą bardzo różnił się od postaci przedstawionej w dramacie), nieznana jest osoba, na której Szekspir mogł wzorować się tworząc postać Banka.